# Canton de Saint-Astier
Pour les articles homonymes, voir Saint-Astier.
Le canton de Saint-Astier est une circonscription électorale française, située dans le département de la Dordogne, en région Nouvelle-Aquitaine.
Avant 2015, c'était une division administrative. 

## Historique
- Le canton de Saint-Astier est l'un des cantons de la Dordogne créés en 1790, en même temps que les autres cantons français. Il a d'abord été rattaché au district de Perigueux jusqu'en 1795, date de suppression des districts.

- Lorsqu'il est supprimé par la loi du 8 pluviôse an IX (28 janvier 1801)  portant sur la « réduction du nombre de justices de paix », ses sept communes sont alors rattachées au canton de Grignols dépendant de l'arrondissement de Périgueux.

- En 1829, à la suite du transfert du chef-lieu de canton depuis Grignols vers Saint-Astier, le canton de Grignols disparait, remplacé par le canton de Saint-Astier[C 1].

- De 1833 à 1848, les cantons de Brantôme et de Saint-Astier avaient le même conseiller général. Le nombre de conseillers généraux était limité à 30 par département.

### Redécoupage cantonal de 2014-2015
Par décret du 21 février 2014, le nombre de cantons du département est divisé par deux, avec mise en application aux  élections départementales de 2015. Le canton de Saint-Astier est conservé et rétrécit. Il passe de douze à onze communes.

## Géographie
Ce canton est organisé autour de Saint-Astier dans l'arrondissement de Périgueux. Son altitude varie de 56 m (Saint-Léon-sur-l'Isle) à 233 m (La Chapelle-Gonaguet).

## Représentation

### Conseillers généraux de 1833 à 2015
| Période | Période      | Identité                              | Étiquette                     | Qualité |
| ------- | ------------ | ------------------------------------- | ----------------------------- | --- |
| 1833    | 1836         | Jean-Baptiste Numa Gadaud             |                               | Médecin, maire de Saint-Astier                                                                                    |
| 1836    | 1842         | Jean-Baptiste Debetz-Lacrouzille père |                               | Avocat à Périgueux, ancien conseiller de préfecture, juge de paix                                                 |
| 1842    | 1848         | Étienne Boissat de Lagrave            |                               | Médecin - Maire de Bourdeilles                                                                                    |
| 1848    | 1867 (décès) | Jean-Marcelin Chouri                  |                               | Directeur du contentieux au ministère des Finances puis Directeur général des contributions directes Saint-Astier |
| 1867    | 1870         | Jean-Baptiste Labat                   |                               | Propriétaire, maire de Manzat                                                                                     |
| 1870    | 1913         | Alexis Maréchal                       | Droite Monarchiste Orléaniste | Député (1877-1881 et 1889-1893) Maire de Saint-Astier                                                             |
| 1913    | 1940         | Jean Victor Astarie                   | Rad.                          | Négociant, maire de Saint-Astier (1920-1935)                                                                      |
|         |              |                                       |                               | |
| 1945    | 1951         | Yvan Doche                            | SFIO                          | Conseiller municipal de Saint-Astier, ancien résistant                                                            |
| 1951    | 1958         | Jean Gauthier                         | SFIO                          | Propriétaire à Saint-Astier                                                                                       |
| 1958    | 1964         | Raymond Dupuy                         | Rad.-RGR                      | Commerçant, maire de Saint-Astier                                                                                 |
| 1964    | 1970         | Yves Marois                           | PCF                           | Ancien résistant Maire de Saint-Léon-sur-l'Isle (1959-1995)                                                       |
| 1970    | 1976         | Jean Nectoux (1930-1977)              | DVD puis UDR                  | Maire de Mensignac (1965-1977)                                                                                    |
| 1976    | 1994         | Francis Chanraud                      | PS                            | Vétérinaire à Saint-Astier                                                                                        |
| 1994    | 2015         | Jacques Monmarson                     | DVG puis PS                   | Agent SNCF retraité Maire de Saint-Astier (1977-2014), Premier vice-président du Conseil général                  |

### Conseillers d'arrondissement (de 1833 à 1940)
| Période                                  | Période | Identité                                 | Étiquette   | Qualité |
| ---------------------------------------- | ------- | ---------------------------------------- | ----------- | --- |
| Les données manquantes sont à compléter. |         |                                          |             | |
| 1833                                     | 1848    | M. Gintrac                               |             | Juge de paix, Annesse-et-Beaulieu                                                                           |
| 1848                                     | 1867    | Joseph Benjamin de Valbrune              |             | Médecin à Saint-Astier                                                                                      |
| 1867                                     | 1871    | M. Mazeau                                |             | |
| 1871                                     | 1880    | Ivan de Valbrune (fils de J.de Valbrune) | Républicain | Archiviste départemental, propriétaire du château de Labatut à Saint-Astier                                 |
| 1880                                     | 1886    | Paul Boisseuil                           |             | Médecin à Razac-sur-l'Isle                                                                                  |
| 1886                                     | 1895    | M. Montozon-Brachet                      |             | |
| 1895                                     | 1919    | Antoine Gaston Moillard                  | Républicain | Propriétaire à Annesse-et-Beaulieu                                                                          |
| 1919                                     | 1922    | Raymond Trimouillas                      |             | Maire de Mensignac                                                                                          |
| 1922                                     | 1940    | Jean Raymond                             | Radical     | Cultivateur au Fieux, maire d'Annesse-et-Beaulieu                                                           |
| 1940                                     |         |                                          |             | Les conseils d'arrondissement ont été suspendus par la loi du 12 octobre 1940 et n'ont jamais été réactivés |

Sources : "Annuaires et calendriers 1789-1842 " sur le site des archives départementales de la Dordogne. https://archives.dordogne.fr/r/72/fonds-imprimes/annuaires-et-calendriers?arko_default_6076b1c79b335--ficheFocus=

### Conseillers départementaux à partir de 2015
| Période élective | Période élective | Mandat | Mandat   | Identité             | Nuance | Nuance | Qualité                                                                                                  |
| ---------------- | ---------------- | ------ | -------- | -------------------- | ------ | ------ | --- |
| 2015             | 2021             | 2015   | 2021     | Élisabeth Marty      |        | DVD    | Maire de Saint-Astier depuis 2014                                                                        |
| 2015             | 2021             | 2015   | 2021     | Pascal Protano       |        | DVD    | Fonctionnaire d'État Maire de Coursac depuis 2013                                                        |
| 2021             | 2028             | 2021   | en cours | Véronique Chabreyrou |        | DVG    | Cadre, maire de Mensignac depuis 2014, ancienne suppléante du député LREM Philippe Chassaing (2017-2022) |
| 2021             | 2028             | 2021   | en cours | Jacques Ranoux       |        | DVG    | Ancien cadre, maire de Montrem (1995-2020), puis conseiller municipal depuis 2020                        |

### Résultats détaillés

#### Élections de mars 2015
À l'issue du premier tour des élections départementales de 2015, deux binômes sont en ballottage : Élisabeth Marty et Pascal Protano (DVD, 34,68 %) et Véronique Chabreyrou et Jacques Monmarson (PS, 33,32 %). Le taux de participation est de 61,70 % (8 028 votants sur 13 011 inscrits) contre 60,04 % au niveau départemental et 50,17 % au niveau national.
Au second tour, Élisabeth Marty et Pascal Protano (DVD) sont élus avec 50,39 % des suffrages exprimés et un taux de participation de 63,62 % (3 776 voix pour 8 277 votants et 13 011 inscrits).

#### Élections de juin 2021
Le premier tour des élections départementales de 2021 est marqué par un très faible taux de participation (33,26 % au niveau national). Dans le canton de Saint-Astier, ce taux de participation est de 39,87 % (5 318 votants sur 13 338 inscrits) contre 40,86 % au niveau départemental. À l'issue de ce premier tour, deux binômes sont en ballottage : Véronique Chabreyrou et Jacques Ranoux (DVG, 37,8 %) et Pascale Léger et Serge Muller (RN, 23,8 %).
Le second tour des élections est marqué une nouvelle fois par une abstention massive équivalente au premier tour. Les taux de participation sont de 34,3 % au niveau national, 41,41 % dans le département et 41,47 % dans le canton de Saint-Astier. Véronique Chabreyrou et Jacques Ranoux (DVG) sont élus avec 67,6 % des suffrages exprimés (3 388 voix pour 5 530 votants et 13 335 inscrits),,.

## Composition

### Composition de 1790 à 1801
Le canton regroupait sept communes de 1790 à 1801.
- Annesse-et-Beaulieu[C 2].
- Coursac[C 3].
- Léguillac-de-l'Auche[C 4].
- Montrem[C 5].
- Razac-sur-l'Isle[C 6].
- Saint-Astier[C 1].
- Saint-Léon-sur-l'Isle[C 7].

### Composition de 1829 à 2015

Situation du canton de Saint-Astier dans l'arrondissement de Périgueux en 2014.

En 1928, les communes de La Chapelle-Gonaguet, Grignols, Jaure, Manzac et Mensignac viennent s'ajouter aux sept communes d'origine. Le canton compte alors douze communes.
| Nom                      | Code Insee | Codepostal | Superficie (km2) | Population (dernière pop. légale) | Densité (hab./km2) |
| ------------------------ | ---------- | ---------- | ---------------- | --------------------------------- | ------------------ |
| Saint-Astier (chef-lieu) | 24372      | 24110      | 34,25            | 5 472 (2012)                      | 160                |
| Annesse-et-Beaulieu      | 24010      | 24430      | 12,12            | 1 488 (2012)                      | 123                |
| La Chapelle-Gonaguet     | 24108      | 24350      | 19,07            | 1 077 (2012)                      | 56                 |
| Coursac                  | 24139      | 24430      | 24,65            | 1 998 (2012)                      | 81                 |
| Grignols                 | 24205      | 24110      | 20,41            | 556 (2012)                        | 27                 |
| Jaure                    | 24213      | 24140      | 7,54             | 155 (2012)                        | 21                 |
| Léguillac-de-l'Auche     | 24236      | 24110      | 14,31            | 986 (2012)                        | 69                 |
| Manzac-sur-Vern          | 24251      | 24110      | 19,96            | 580 (2012)                        | 29                 |
| Mensignac                | 24266      | 24350      | 26,08            | 1 503 (2012)                      | 58                 |
| Montrem                  | 24295      | 24110      | 20,15            | 1 261 (2012)                      | 63                 |
| Razac-sur-l'Isle         | 24350      | 24430      | 14,24            | 2 414 (2012)                      | 170                |
| Saint-Léon-sur-l'Isle    | 24442      | 24110      | 14,78            | 2 054 (2012)                      | 139                |

### Composition à partir de 2015
Le canton de Saint-Astier se compose de onze communes. Son bureau centralisateur reste fixé à Saint-Astier et, par rapport à sa composition précédente, la commune de Razac-sur-l'Isle n'en fait plus partie, rejoignant un canton nouvellement créé, celui de Coulounieix-Chamiers.
| Nom                                  | Code Insee | Intercommunalité                    | Superficie (km2) | Population (dernière pop. légale) | Densité (hab./km2) | Modifier                                    |
| ------------------------------------ | ---------- | ----------------------------------- | ---------------- | --------------------------------- | ------------------ | ------------------------------------------- |
| Saint-Astier (bureau centralisateur) | 24372      | CC Isle, Vern, Salembre en Périgord | 34,25            | 5 309 (2022)                      | 155                | modifier les données · modifier les données |
| Annesse-et-Beaulieu                  | 24010      | CA Le Grand Périgueux               | 12,12            | 1 478 (2022)                      | 122                | modifier les données · modifier les données |
| La Chapelle-Gonaguet                 | 24108      | CA Le Grand Périgueux               | 19,07            | 1 058 (2022)                      | 55                 | modifier les données · modifier les données |
| Coursac                              | 24139      | CA Le Grand Périgueux               | 24,65            | 2 326 (2022)                      | 94                 | modifier les données · modifier les données |
| Grignols                             | 24205      | CC Isle, Vern, Salembre en Périgord | 20,41            | 668 (2022)                        | 33                 | modifier les données · modifier les données |
| Jaure                                | 24213      | CC Isle, Vern, Salembre en Périgord | 7,54             | 178 (2022)                        | 24                 | modifier les données · modifier les données |
| Léguillac-de-l'Auche                 | 24236      | CC Isle, Vern, Salembre en Périgord | 14,31            | 974 (2022)                        | 68                 | modifier les données · modifier les données |
| Manzac-sur-Vern                      | 24251      | CA Le Grand Périgueux               | 19,96            | 541 (2022)                        | 27                 | modifier les données · modifier les données |
| Mensignac                            | 24266      | CA Le Grand Périgueux               | 26,08            | 1 520 (2022)                      | 58                 | modifier les données · modifier les données |
| Montrem                              | 24295      | CC Isle, Vern, Salembre en Périgord | 20,15            | 1 203 (2022)                      | 60                 | modifier les données · modifier les données |
| Saint-Léon-sur-l'Isle                | 24442      | CC Isle, Vern, Salembre en Périgord | 14,78            | 2 072 (2022)                      | 140                | modifier les données · modifier les données |
| Canton de Saint-Astier               | 2417       |                                     | 213,32           | 17 327 (2022)                     | 81                 | modifier les données                        |

## Démographie

### Démographie avant 2015
| 1962   | 1968   | 1975   | 1982   | 1990   | 1999   | 2006   | 2011   | 2012   |
| ------ | ------ | ------ | ------ | ------ | ------ | ------ | ------ | ------ |
| 10 869 | 11 149 | 12 237 | 14 014 | 15 867 | 16 714 | 18 236 | 19 400 | 19 544 |

### Démographie depuis 2015
En 2022, le canton comptait 17 327 habitants, en évolution de −0,8 % par rapport à 2016 (Dordogne : +0,37 %, France hors Mayotte : +2,11 %).
| 2013   | 2018   | 2022   |
| ------ | ------ | ------ |
| 17 284 | 17 288 | 17 327 |